# Arteria circunfleja ilíaca superficial
La arteria circunfleja ilíaca superficial es una arteria con origen en la arteria femoral. No presenta ramas (importantes).

## Trayecto y ramas
Es la más pequeña de las ramas cutáneas de la arteria femoral; nace cerca de la arteria epigástrica superficial, y, perforando la fascia lata, discurre lateralmente, paralela al ligamento inguinal, llegando a la cresta ilíaca.
Se divide en ramas que irrigan el integumento de la ingle, la fascia superficial, y los ganglios linfáticos inguinales superficiales, anastomosándose con las arterias circunfleja ilíaca profunda, glútea superior y circunfleja femoral lateral.

## Distribución
Se distribuye hacia la ingle y la pared abdominal.

## Imágenes adicionales
|                                           |
| Anillo inguinal superficial o subcutáneo. |

|                                                      |
| Vena safena magna y sus tributarias en la fosa oval. |

|                                      |
| Vena safena magna y sus tributarias. |

|                                 |
| Vena femoral y sus tributarias. |